# Diocèse de Chalon
Ne doit pas être confondu avec Diocèse de Châlons-sur-Marne ou Diocèse de Châlons-en-Champagne.
Le diocèse de Chalon (Chalon-sur-Saône) est un ancien diocèse de l'Église catholique en France, supprimé en 1801.
Le titre d'évêque de Chalon, ainsi que celui d'évêque de Mâcon, sont depuis attribués à l'évêque d'Autun qui porte ainsi les titres d'évêque d'Autun, Chalon et Mâcon.
La grande abbaye du diocèse était Saint-Marcel-lès-Chalon, disposant de nombreux prieurés.

## Limites
La presque totalité du territoire de l'ancien diocèse est comprise dans le diocèse d'Autun de 1801, correspondant au département de Saône-et-Loire.

## Suppression et rétablissement manqué
Le diocèse a été supprimé par le pape Pie VII en 1801. La constitution civile du clergé en avait décrété la suppression, non reconnue par le Saint-Siège.
Le siège épiscopal a été rétabli par le pape en 1817, par la bulle Commissa divinitus, avec comme territoire les arrondissements de Mâcon, Châlon et Louhans. Mais comme on le sait, cette bulle n'eut pas d'effet. Le siège de Chalon ne figure pas parmi ceux qui furent rétablis en 1822 par la bulle Paternæ Charitatis.

## Résidence épiscopale
Les bâtiments de la résidence épiscopale étaient autrefois disposés autour de la cathédrale Saint-Vincent : il en reste aujourd'hui trace grâce à la tour d'enceinte de l'évêché et à trois galeries gothiques qui subsistent du cloître.

## Évêques
Parmi les évêques célèbres de Chalon, on trouve notamment Hubert (vers 784-791), qui fut ambassadeur de Charlemagne à Rome1 et Pontus de Tyard, écrivain qui fut évêque de Chalon de 1578 à 1589. 

## Prévôts
- 1302 : Lambert de la Tour-sur-Montaigu, fondateur du prieuré de Saint-Julien-sur-Dheune